# Вулиця Цетнерівка
Вулиця Цетнерівка — вулиця в однойменній місцевості Львова, в межах Личаківського району. Проходить від вулиці Марка Черемшини (долішня частина) до Личаківського парку (горішня частина). Названа на честь Ігнація Цетнера.

## Забудова та важливі споруди
Довжина вулиці — бл. 150 м. Парний бік забудований віллами 1910–1930 років. Серед них — будинок під № 18, який спорудив для себе 1930 року відомий у довоєнному Львові архітектор Владислав Дердацький. У 2021 році в межах програми «100 років модернізму у Львові» Бюро спадщини ознакувало будинок інформаційною табличкою.
З лівого боку вулиці розташований стадіон Скіф. Колись вулиця огинала стадіон зі східного і (частково) з північного боку та виходила на вулицю Личаківську. Нині частина цього відтинку розташована в межах території стадіону.

## Галерея

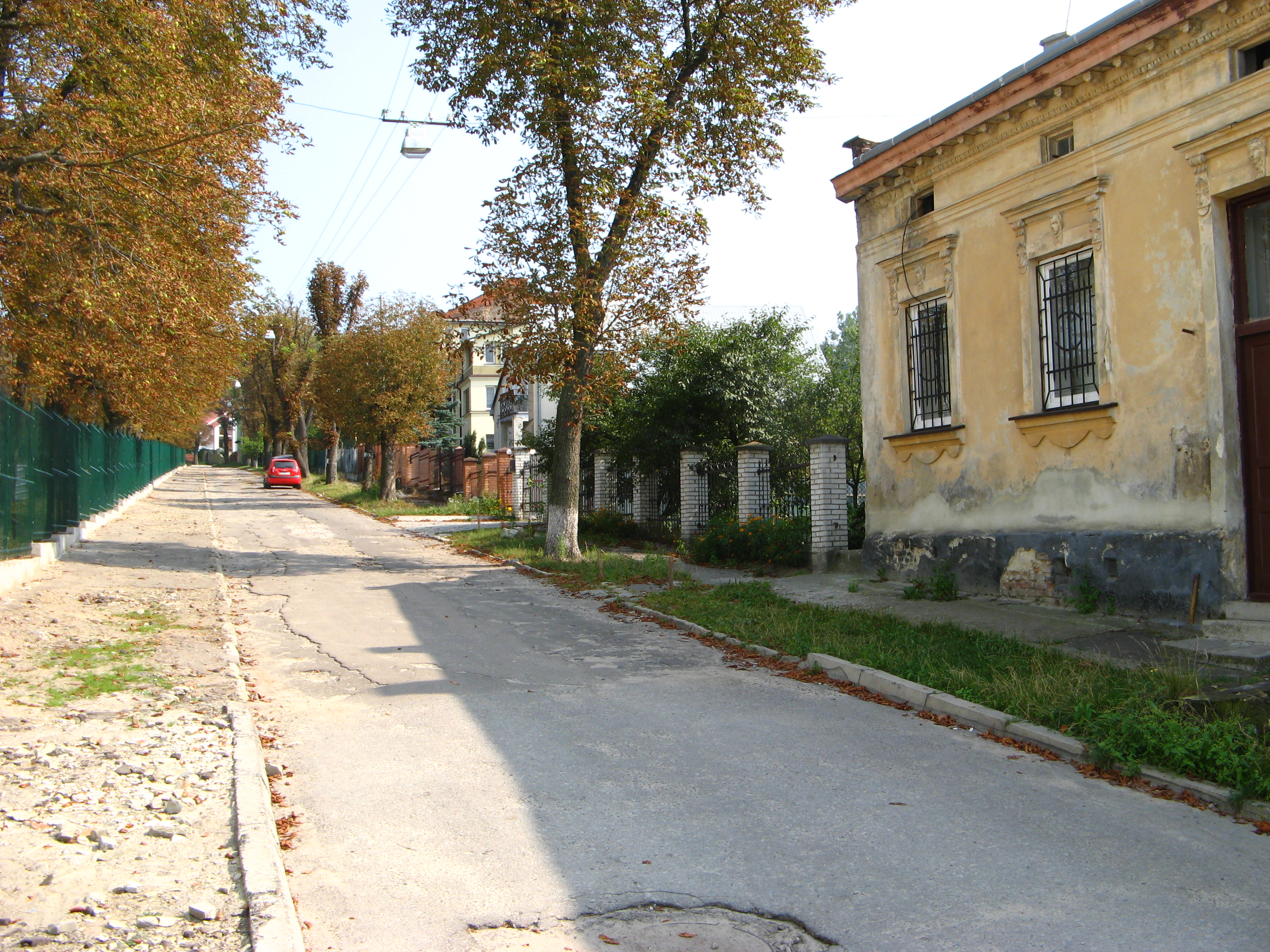
Долішня частина вулиці
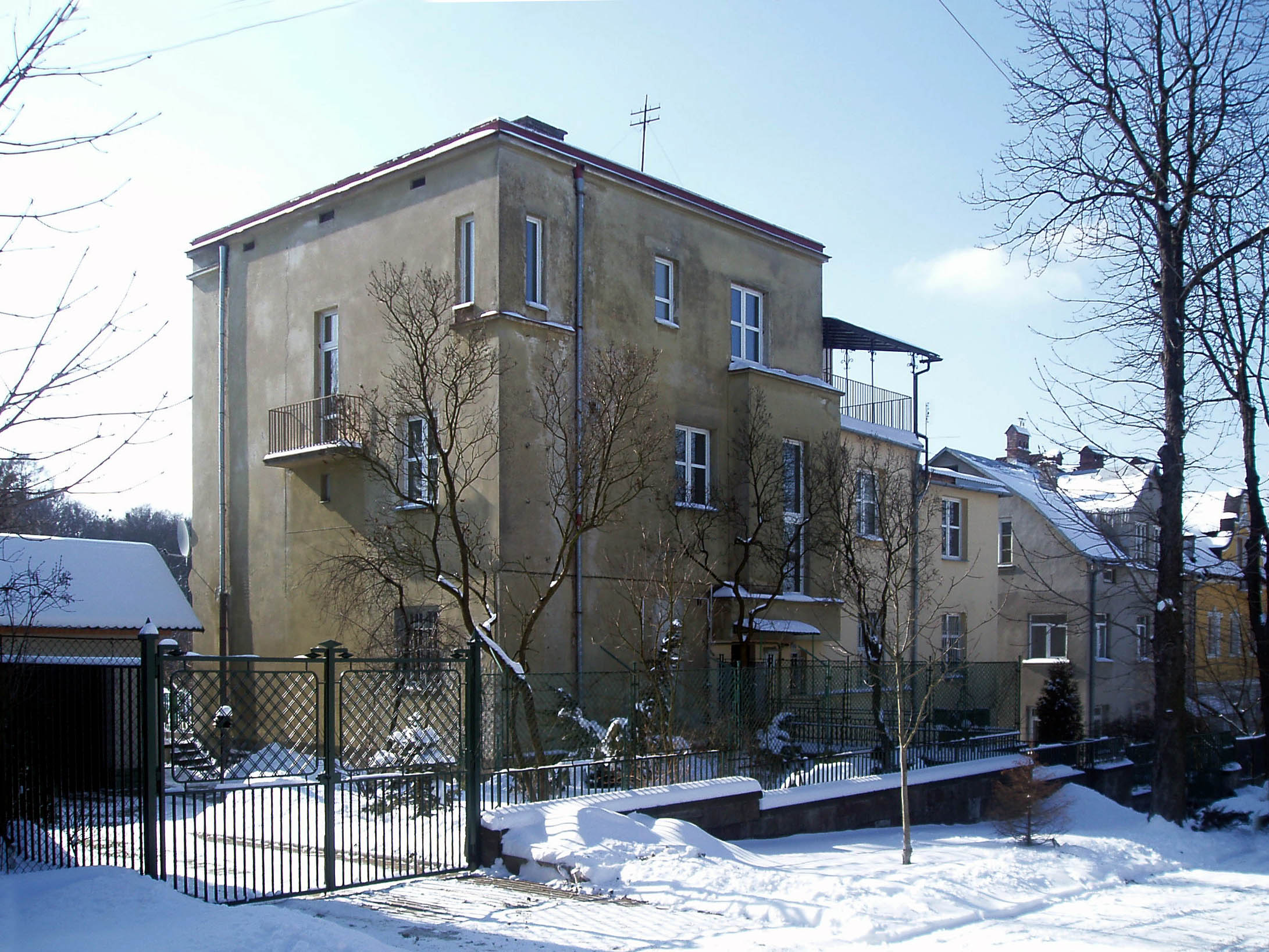
Власна вілла архітектора Владислава Дердацького  (будинок № 18)
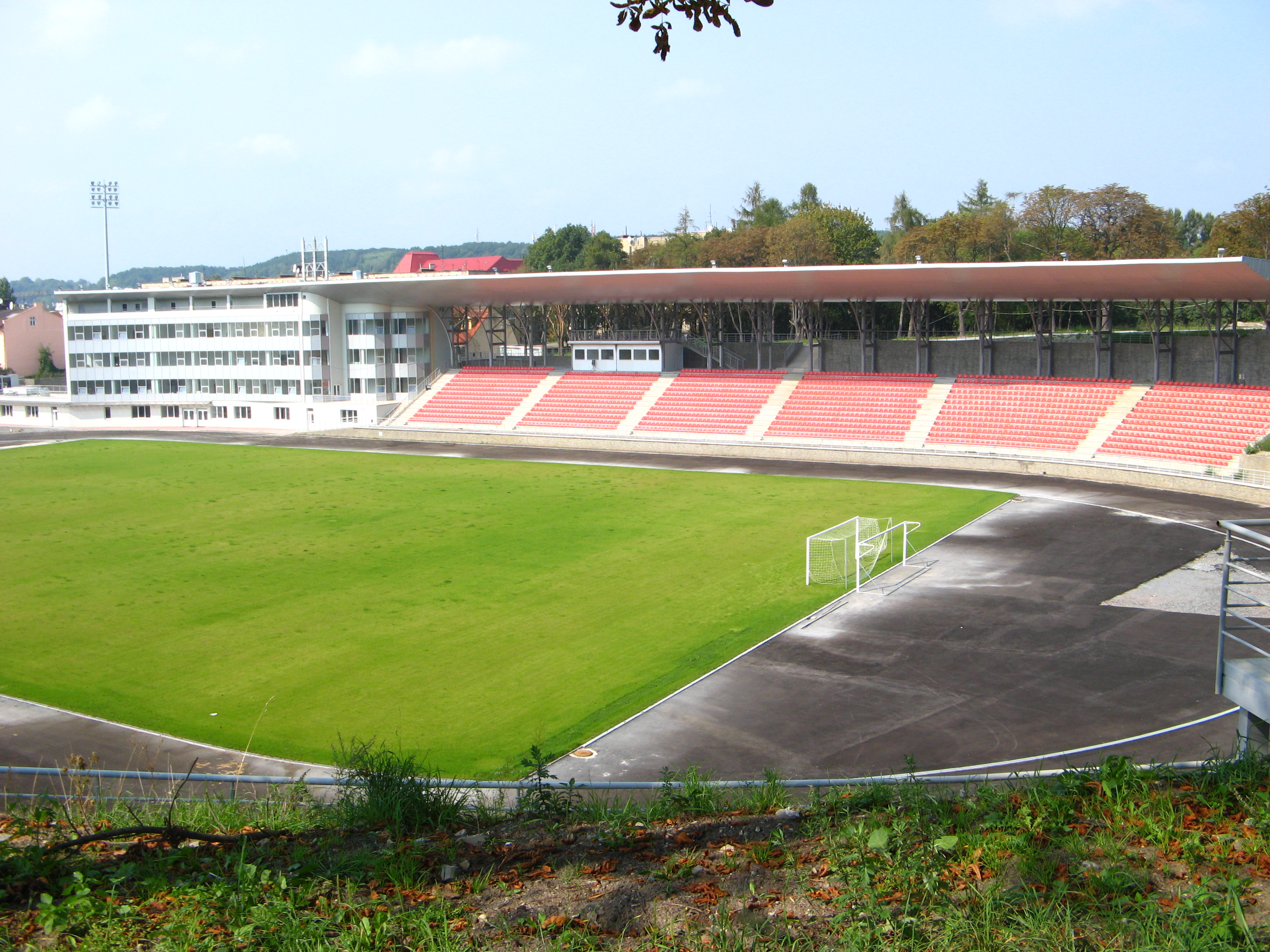
Стадіон Скіф